# Володарский район (Нижегородская область)
Волода́рский райо́н — административно-территориальное образование (район) в Нижегородской области России. В рамках организации местного самоуправления ему соответствует Володарский муниципальный округ (в период 2004—2022 годов — муниципальный район).
Административный центр — город Володарск.

## География
Володарский район граничит на севере с городским округом город Чкаловск и Ивановской областью, на востоке с Балахнинским муниципальнным округом и городским округом город Дзержинск, на юге по реке Оке с Богородским и Павловским муниципальными округами, на западе с Владимирской областью.
Площадь района — 1045,6 км².
Около 70 процентов земли района находится в ведении Министерства обороны РФ.

## История
Володарский район был впервые создан в 1943 году, в 1959 году район был ликвидирован и присоединён к Дзержинскому городскому району. В 1985 году был выделен из Дзержинского района в самостоятельный, Володарский район, в ныне существующих границах и центром в городе Володарске.

## Население
| 1989    | 2002    | 2008    | 2009    | 2010    | 2011    | 2012    | 2013    | 2014    |
| ------- | ------- | ------- | ------- | ------- | ------- | ------- | ------- | ------- |
| 49 119  | ↗59 498 | ↘56 169 | ↘56 041 | ↗58 807 | ↘58 768 | ↗58 778 | ↗58 783 | ↘58 499 |
| 2015    | 2016    | 2017    | 2018    | 2019    | 2020    | 2021    |         |         |
| ↘58 169 | ↘57 993 | ↗58 043 | ↗58 186 | ↘57 954 | ↗57 962 | ↘48 400 |         |         |

### Урбанизация
Городское население (город Володарск, рабочие посёлки Ильиногорск, Решетиха, Смолино, Фролищи, Центральный и Юганец) составляет  62,4 % от всего населения района.

### Занятость
Трудоспособное население составляет 35 000 человек; пенсионеров — 13 тысяч. По уровню безработицы Володарский район на 1 сентября 2003 года находится на 17-м месте среди других районов Нижегородской области, по задолженности по заработной плате на душу населения и просроченной кредиторской задолженности — на 1-м месте.

### Религиозный состав населения
В районе преобладает православное вероисповедание, в том числе старообрядчество (федосеевская община). Имеются церкви в Володарске, в посёлках Ильиногорске, Мулино, Смолино, Центральный, Решетиха, Красная Горка, Новосмолинский, Юганец, Фролищах (Свято-Успенский мужской монастырь Флорищева пустынь), сёлах Старкове, Мячкове, молитвенный старообрядческий дом в Володарске, мечеть в посёлке Красная Горка.

## Административно-муниципальное устройство
В Володарский район, в рамках административно-территориального устройства области, входят 11 административно-территориальных образований, в том числе 1 город районного значения, 6 рабочих посёлков и 4 сельсовета.
| №  | Административно-территориальное (муниципальное) образование | Административный центр      | Количество населённых пунктов | Население (чел.) | Площадь (км²) |
| -- | ----------------------------------------------------------- | --------------------------- | ----------------------------- | ---------------- | ------------- |
| 1  | город Володарск                                             | город Володарск             | 1                             | ↘9705            | 88,64         |
| 2  | Рабочий посёлок Ильиногорск                                 | рабочий посёлок Ильиногорск | 1                             | ↘6160            | 17,25         |
| 3  | Рабочий посёлок Решетиха                                    | рабочий посёлок Решетиха    | 1                             | ↘6513            | 31,36         |
| 4  | Рабочий посёлок Смолино                                     | рабочий посёлок Смолино     | 1                             | ↘2387            | 156,97        |
| 5  | Рабочий посёлок Фролищи                                     | рабочий посёлок Фролищи     | 1                             | ↘1215            | 134,88        |
| 6  | Рабочий посёлок Центральный                                 | рабочий посёлок Центральный | 2                             | ↘1822            | 78,69         |
| 7  | Рабочий посёлок Юганец                                      | рабочий посёлок Юганец      | 1                             | ↘2655            | 49,00         |
| 8  | Золинский сельсовет                                         | посёлок Новосмолинский      | 4                             | ↘5559            | 39,90         |
| 9  | Ильинский сельсовет                                         | посёлок Ильино              | 8                             | ↘2229            | 86,84         |
| 10 | Сельсовет Красная Горка                                     | посёлок Красная Горка       | 7                             | ↗1532            | 45,32         |
| 11 | Мулинский сельсовет                                         | посёлок Мулино              | 5                             | ↘8623            | 320,80        |

Первоначально на территории Володарского района к 2004 году выделялись 1 город районного значения, 6 рабочих посёлков и 5 сельсоветов. В рамках организации местного самоуправления в 2004—2009 гг. в существовавший в этот период Володарский муниципальный район входили соответственно 12 муниципальных образований, в том числе 7 городских и 5 сельских поселений.
В 2009 году был упразднён Мячковский сельсовет, включённый в Ильинский сельсовет.
Законом от 4 мая 2022 года Володарский муниципальный район и все входившие в его состав поселения были упразднены и объединены в Володарский муниципальный округ.

## Населённые пункты
В Володарском районе 32 населённых пункта, в том числе 7 городских населённых пунктов — 1 город и 6 посёлков городского типа (рабочих посёлков) — и 25 сельских населённых пунктов.
| №  | Населённый пункт | Тип             | Население | Административно-территориальное (муниципальное) образование |
| -- | ---------------- | --------------- | --------- | ----------------------------------------------------------- |
| 1  | Володарск        | город           | ↘9705     | город Володарск                                             |
| 2  | Ильиногорск      | рабочий посёлок | ↘6160     | рабочий посёлок Ильиногорск                                 |
| 3  | Решетиха         | рабочий посёлок | ↘6513     | рабочий посёлок Решетиха                                    |
| 4  | Смолино          | рабочий посёлок | ↘2387     | рабочий посёлок Смолино                                     |
| 5  | Фролищи          | рабочий посёлок | ↘1215     | рабочий посёлок Фролищи                                     |
| 6  | Центральный      | рабочий посёлок | ↘1567     | рабочий посёлок Центральный                                 |
| 7  | Юганец           | рабочий посёлок | ↘2655     | рабочий посёлок Юганец                                      |
| 8  | Гладково         | деревня         | ↗91       | Золинский сельсовет                                         |
| 9  | Голышево         | посёлок         | ↗221      | сельсовет Красная Горка                                     |
| 10 | Дева             | деревня         | →14       | Мулинский сельсовет                                         |
| 11 | Дубки            | посёлок         | ↘37       | сельсовет Красная Горка                                     |
| 12 | Золино           | село            | ↘450      | Золинский сельсовет                                         |
| 13 | Ильина Гора      | деревня         | ↗275      | Ильинский сельсовет                                         |
| 14 | Ильино           | посёлок         | ↗2242     | Ильинский сельсовет                                         |
| 15 | Инженерный       | посёлок         | ↗255      | рабочий посёлок Центральный                                 |
| 16 | Красная Горка    | посёлок         | ↗624      | сельсовет Красная Горка                                     |
| 17 | Красные Ударники | посёлок         | ↘4        | Мулинский сельсовет                                         |
| 18 | Мулино           | деревня         | ↘91       | Мулинский сельсовет                                         |
| 19 | Мулино           | посёлок         | ↘8446     | Мулинский сельсовет                                         |
| 20 | Мячково          | село            | ↗207      | Ильинский сельсовет                                         |
| 21 | Новосмолинский   | посёлок         | ↘4933     | Золинский сельсовет                                         |
| 22 | Объезд           | деревня         | ↘28       | Ильинский сельсовет                                         |
| 23 | Охлопково        | посёлок         | ↘40       | сельсовет Красная Горка                                     |
| 24 | Седельниково     | деревня         | ↗118      | Ильинский сельсовет                                         |
| 25 | Чернуха          | посёлок         | ↘30       | сельсовет Красная Горка                                     |
| 26 | Соловьёво        | деревня         | ↗25       | Ильинский сельсовет                                         |
| 27 | Старая Сейма     | посёлок         | 5         | сельсовет Красная Горка                                     |
| 28 | Старково         | село            | ↗82       | Мулинский сельсовет                                         |
| 29 | Талашманово      | деревня         | ↗113      | Золинский сельсовет                                         |
| 30 | Чичерево         | деревня         | ↗77       | Ильинский сельсовет                                         |
| 31 | Щелапино         | деревня         | ↗22       | Ильинский сельсовет                                         |
| 32 | Щелканово        | посёлок         | ↗221      | сельсовет Красная Горка                                     |

## Экономика района

### Промышленность
На территории района действуют 12 предприятий обрабатывающего производства, основные из них:
- ООО «Бугровские мельницы» — производство муки;
- ООО «Мукомольный комбинат „Володарский“» — производство муки, манной крупы;
- ООО «Завод „Лакокраска-Юганец“» — производство цинковых белил, оксида цинка.

Объём отгруженных товаров собственного производства в обрабатывающих производствах в 2018 году составил 4,6 млрд руб.

### Сельское хозяйство
Сельскохозяйственная сфера представлена следующими предприятиями:
- ОАО «Агрофирма „Птицефабрика Сеймовская“» — производство яиц, мясо птицы, консервы из птицы;
- ООО «Мулинское рыбоводное хозяйство» — выращивание осетровых пород рыб;
- ООО «Море молока»;
- ОАО СИП «Агро-Сейма».

Всего в сельском хозяйстве насчитывается 4 сельхозпредприятия и 6 крестьянских (фермерских) хозяйств. Объём отгруженных товаров собственного производства в сельском хозяйстве в 2018 году составил 3,0 млрд руб.

### Транспорт
Развит хорошо на электропоездах и автобусах до Дзержинска и Мулино, Новосмолино.

### Связь
В Володарске построена новая цифровая АТС на 4000 номеров, в районе активно развивается технология ШПД и PON.

## Культура и образование
Учреждения образования:

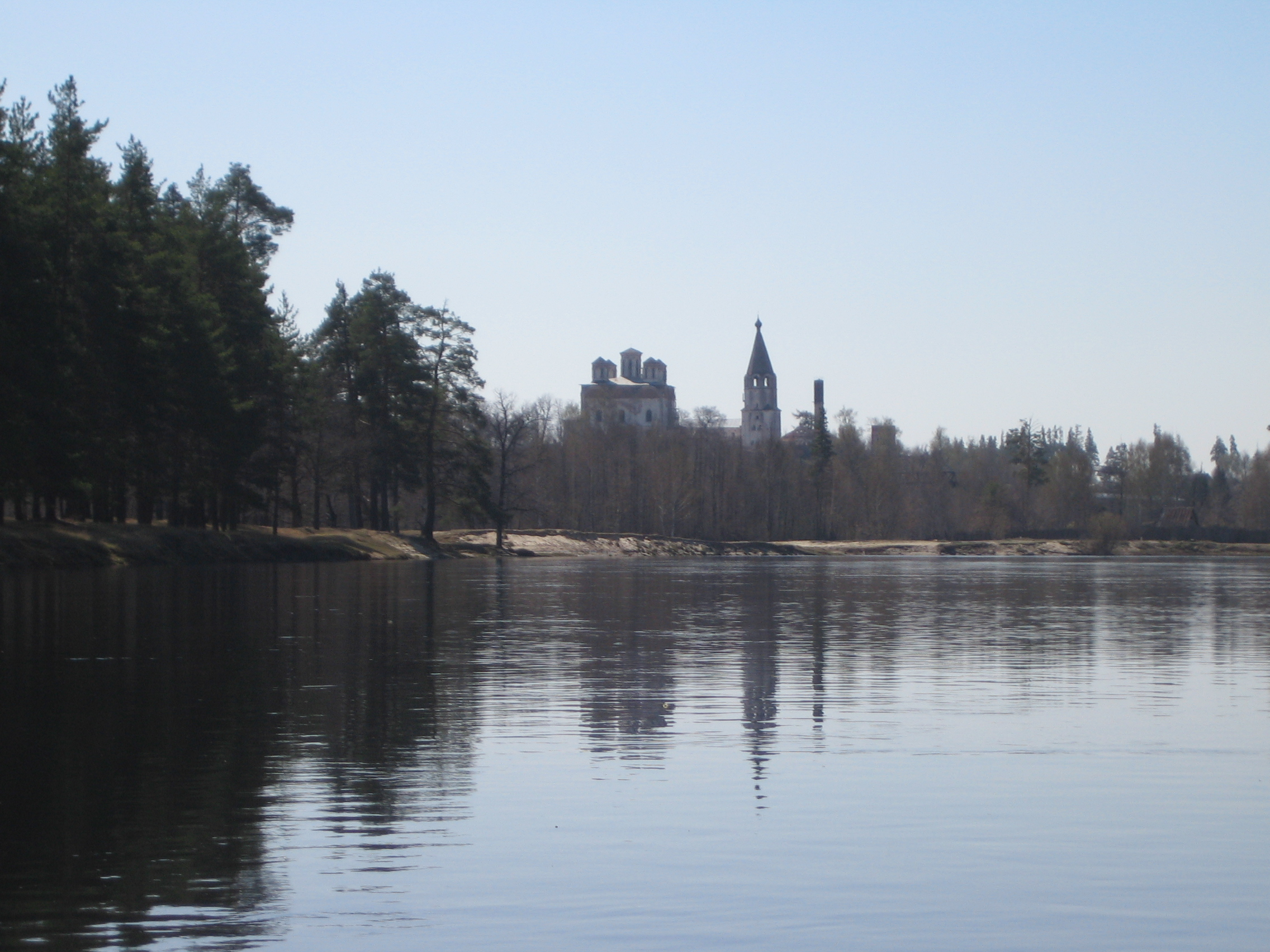
[https://sobory.ru/article/?object=00900 Свято-Успенский мужской монастырь (Флорищева пустынь). Фролищи, Володарский район

Численность детей в учреждениях дошкольного образования 214 человек, число мест в дошкольных учреждениях — 2779.
Число детей дошкольного возраста от 0 до 1 года — 42 430 человек, от 1 года до 7 лет — 873 250 человек.
Общая численность учащихся в учреждениях образования — 6656 человек. В районе 15 общеобразовательных школ, в том числе 3 в Володарске.
Также в Володарском районе функционируют:
- 5 центров реабилитации подростков (дневного пребывания);
- 19 дошкольных учреждений.

Культура и спорт:
В районе имеется:
- 1 музейный центр;

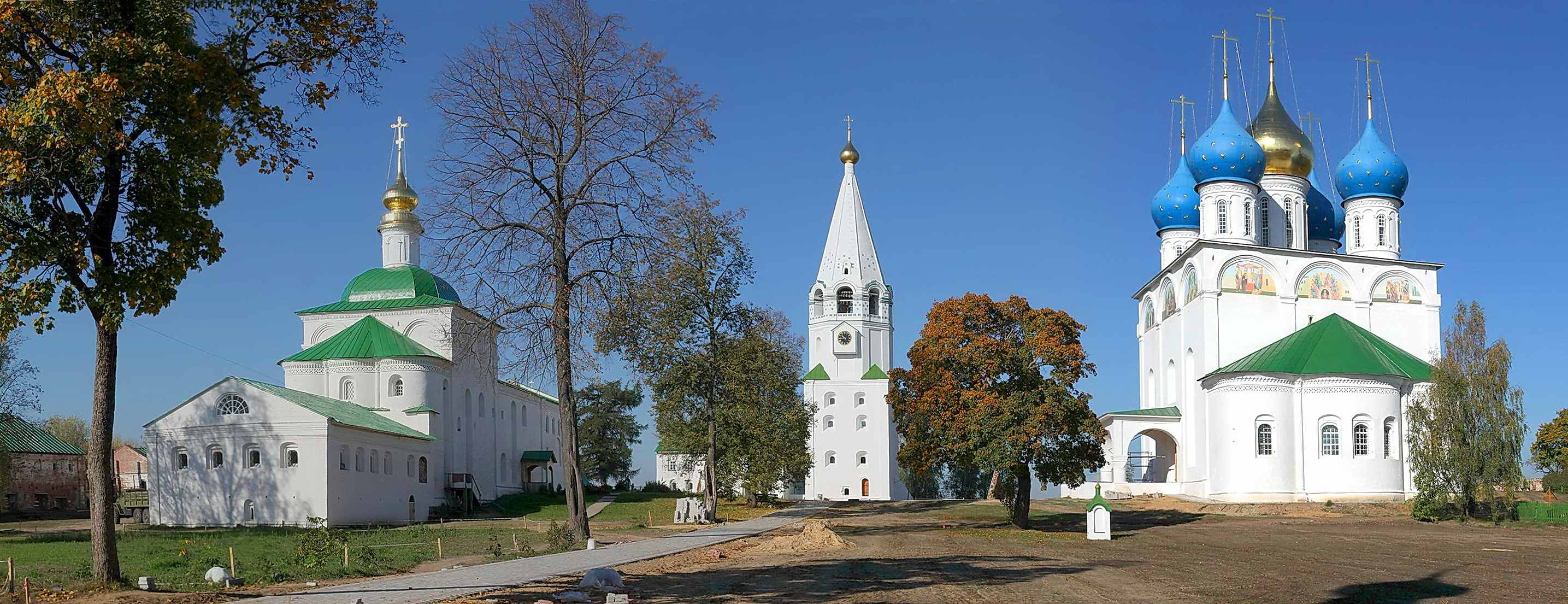
Флорищева пустынь

- 3 физкультурно-оздоровительных центра;
- 4 стадиона;
- 4 школы искусств;
- 6 художественных школ;
- 13 музыкальных школ;
- 13 спортивных комплексов;
- 14 библиотек;
- 26 общественных организаций, из них 17 профсоюзных;
- 35 клубных учреждений;
- молодёжные центры «Радуга», «Самбо» и другие;
- общество охотников и рыболовов.

В районе издаётся районная газета «Знамя», периодичность — 1 раз в неделю, 52 издания в год.

## Лечебные учреждения
Медицинская помощь на территории Володарского района оказывается государственным бюджетным учреждением здравоохранения Нижегородской области «Володарская ЦРБ».
Экстренная медицинская помощь осуществляется службой скорой медицинской помощи ГБУЗ НО «Володарская ЦРБ».
Амбулаторно-поликлиническая помощь оказывается в 5 поликлиниках (Володарская, Ильиногорская, Решетихинская, Юганецкая, Фролищенская), 4 врачебных амбулаториях (Смолинская, Новосмолинская, Мулинская, п. Центральный), 7 фельдшерско-акушерских пунктах (Мячково, Золино, Ильино, Ильина Гора, Красная Горка, Инженерный, Мулино).
Стационарная помощь представлена 4 стационарами: Ильиногорский, Решетихинский, Юганецкий, во Фролищенский.
Лечебно-диагностическая служба представлена клинико-биохимической и бактериологической лабораториями, флюорографическим и рентгенологическим кабинетами, кабинетами УЗИ, ФГДС, ЭКГ, физиокабинетом, маммографом. Больница оснащена современным оборудованием для рентгенодиагностики, функциональных, лабораторных и ультразвуковых исследований.
Специалисты Володарской ЦРБ всегда готовы оказать больным со всего района всестороннюю медицинскую помощь. Ежегодно в стационаре получают медицинскую помощь около 8,5 тысяч больных. В амбулаторно-поликлинических учреждениях района осуществляется более 250 тысяч посещений в год.
Подразделения:
- Володарская поликлиника,
- Ильиногорская поликлиника,
- Ильиногорский стационар,
- Решетихинская поликлиника,
- Решетихинский стационар,
- Юганецкая поликлиника,
- Юганецкий стационар,
- Фролищенский стационар,
- кабинет врача общей практики в п. Фролищах,
- Смолинская врачебная амбулатория,
- Новосмолинская врачебная амбулатория,
- Мулинская врачебная амбулатория,
- Центральная (п. Центральный) врачебная амбулатория,
- фельдшерско-акушерский пункт в п. Мячкове,
- фельдшерско-акушерский пункт в п. Золино,
- фельдшерско-акушерский пункт в п. Ильино,
- фельдшерско-акушерский пункт в п. Красной Горке,
- фельдшерско-акушерский пункт в п. Инженерном.
- фельдшерско-акушерский пункт в п. Мулино,
- фельдшерско-акушерский пункт в п. Ильиной Горе,
- служба скорой медицинской помощи.

Основная стационарная экстренная и плановая помощь оказывается в Ильиногорской больнице где расположены хирургическое 55-коечное, неврологическое 40-коечное, терапевтическое 80-коечное отделения и реанимация на 10 коек, а также 30 коек дневного стационара. Кроме того, в Ильиногорске расположена центральная подстанция скорой медицинской помощи. На территории района дежурят 5 бригад скорой помощи.
Имеется дом престарелых на 180 человек, дом детства на 70 мест, интернат для детей с ослабленной умственной способностью на 40 человек.
Средних медицинских работников 320 чел. В районе имеется 9 аптек, из них негосударственных — 6, кроме того, торговых аптечных точек — 6. Число отделений социальной помощи на дому — 7.